# Brauerei Thier

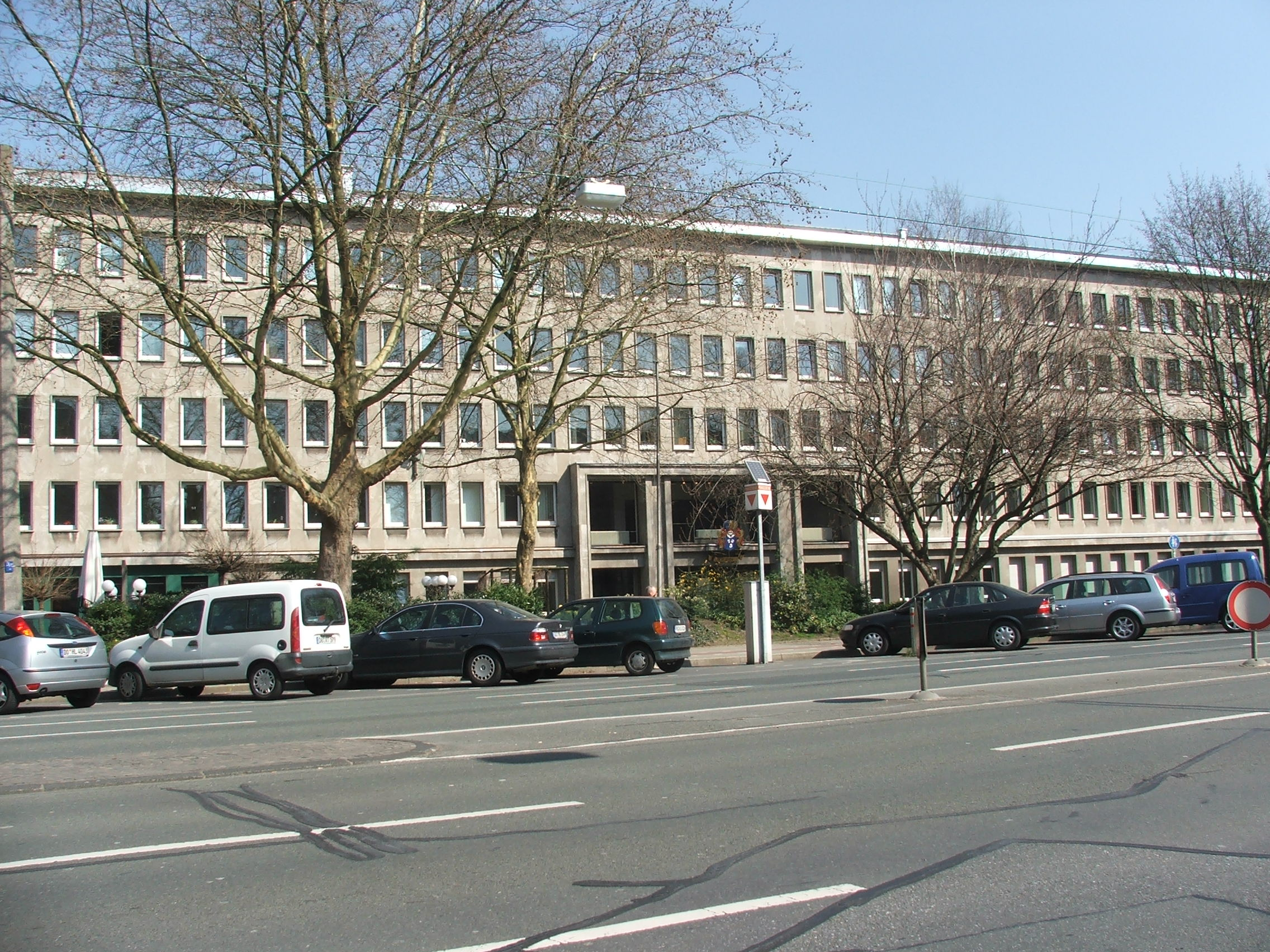
Thier-Brauerei, Haupteingang des ehemaligen Verwaltungsgebäudes

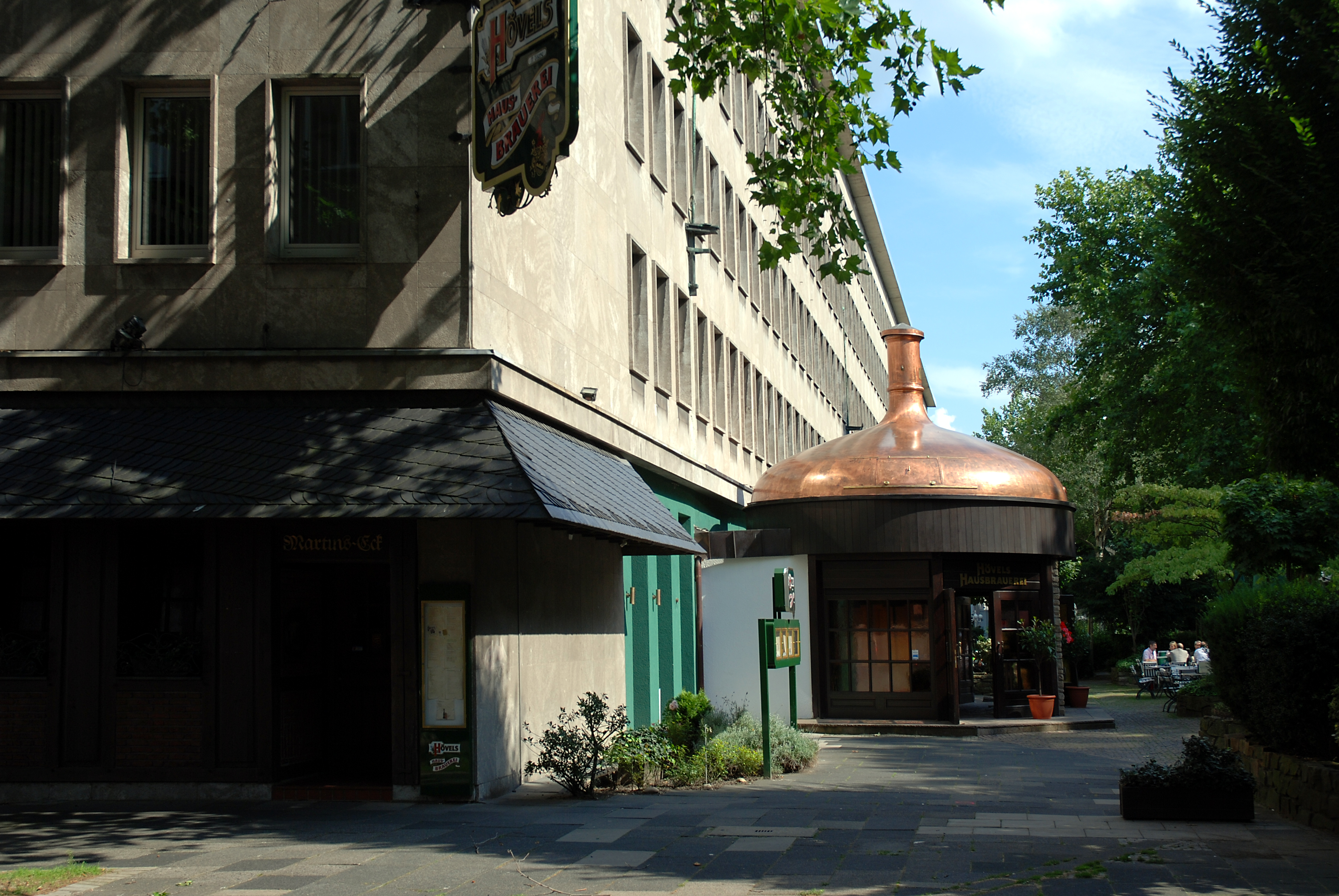
Thier-Brauerei, mit altem Braukessel

Die Brauerei Thier, im Sprachgebrauch auch Thier-Brauerei oder Dortmunder Thier-Brauerei, ist ein Brauereiunternehmen mit langer Tradition in Dortmund, das inzwischen zur Radeberger Gruppe der Dr. August Oetker KG gehört. Seit 1996 wird das Bier ohne eigene aktive Brauerei am Standort der Dortmunder Actien-Brauerei gebraut.

## Geschichte

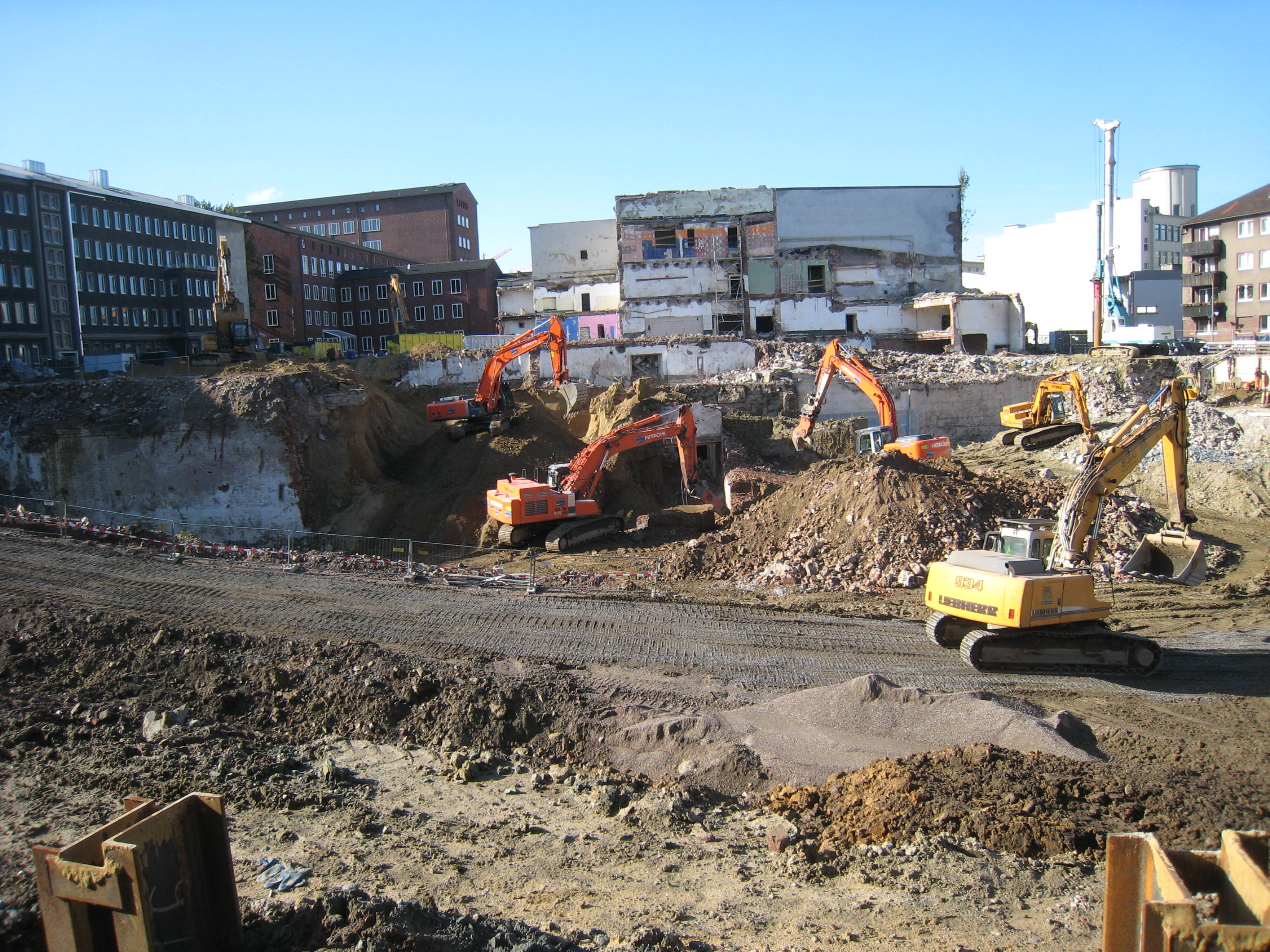
Abbruch der Thier-Brauerei 2009

Die Thier-Brauerei wurde am 2. Juli 1854 von den Dortmunder Kaufleuten Wilhelm von Hövel, Gustav Thier und Heinrich Sonnenschein als „Brauerei von Hövel, Thier & Co.“ gegründet. Die Gründung der Thier-Brauerei galt als eine Folge der Einführung der untergärigen Brauweise, des Dortmunder Exports. 1875 übernahm die Familie Thier die kompletten Firmenanteile.
Nach dem Tod von Gustav Thier im Jahre 1883 wurde die Firma zunächst von seinem Sohn Gustav Thier jun. und dem Schwiegersohn Ludwig Freiherr Spiegel von und zu Peckelsheim geleitet. Die Brauerei wurde in „Brauerei Thier & Co.“ umbenannt. 1888 übernahm der Dortmunder Unternehmer Josef Cremer das Unternehmen von seinen Neffen.
Die Thier-Brauerei engagierte sich früh im Sportsponsoring. Der lokale Leichtathletikverein und ehemalige Handballbundesligist OSC Dortmund führte zeitweise den Namen OSC Thier Dortmund. 1992 erfolgte die Übernahme der Dortmunder Thier-Brauerei durch den lokalen Konkurrenten Kronen Privatbrauerei Dortmund. Im Jahre 1996 wurde diese durch die zur Radeberger Gruppe gehörende Dortmunder Actien-Brauerei (DAB) übernommen. Die Produktion wurde zum Standort der DAB in den Dortmunder Norden verlegt. „Thier Pils“ wird bis heute von der Dortmunder Actien-Brauerei gebraut. Zum 31. Juli 2015 wurde die Flaschenabfüllung eingestellt, so dass die Marke nur noch als Fassbier in einigen Gaststätten erhältlich ist. Zum Erhalt der traditionsreichen Marke gründete sich im Oktober 2015 ein Fanclub, die „THIERfreunde Dortmund“.
Das Verwaltungsgebäude und die Produktionsstätten der Thier-Brauerei lagen innerhalb der ehemaligen Wallanlagen der Stadt Dortmund. Das Verwaltungsgebäude am Hiltropwall wird heute durch die Stadt Dortmund genutzt. Die dahinter liegenden Produktionsgebäude wurden 2009 für die Neubauten der Thier-Galerie, eines Einkaufscenters der ECE Projektmanagement, abgerissen. Durch den ehemaligen Eingang zur Brauereiverwaltung gelangt man auch in die Thier-Galerie. Im Erdgeschoss des Gebäudes befindet sich die Hövels Hausbrauerei mit Gastronomie, in der bis heute das Bier Hövels Original gebraut wird.